# エミリアノ・マルシーリ
エミリアノ・マルシーリ（Emiliano Marsili、1976年8月11日 - ）は、イタリアのプロボクサー。チヴィタヴェッキア出身。高い空間把握能力を持ち、ディフェンス力が高い選手。

## 来歴
マルシーリは2003年5月31日、プロデビューを果たし4回判定勝ちを収め白星でデビューを飾った。
2004年11月13日、フィリップ・メヘウストと対戦し6回判定勝ちを収めた。
2005年9月10日、ミーロ・ディッキーと対戦し2回TKO勝ちを収めた。
2006年11月17日、イタリアライト級王者ジョバンニ・ニーロと対戦し10回1-1(95-95、94-95、95-94)の判定で引き分けに終わり王座獲得に失敗した。
2007年4月20日、ジャン・ゴミス・2世と対戦し3回TKO勝ちを収めた。
2008年4月4日、シルバイン・チャペーレと対戦し6回判定勝ちを収めた。
2009年3月31日、モハメド・アリ・チェリフと対戦し2回2分6秒TKO勝ちを収めた。
2009年5月23日、ラツィオのシビタヴェッシアでWBC地中海ライト級王座決定戦でギウセッペ・ファセンテと対戦し8回43秒KO勝ちを収め王座獲得に成功した。
2010年2月5日、ゾルト・ナギーと対戦し6回判定勝ちを収めた。
2010年5月21日、イタリアライト級王者ルカ・マラスコと対戦し9回TKO勝ちを収めた。
2010年11月27日、パスクアレ・デ・シルヴィオと対戦し10回3-0(99-92、98-93、100-90)の判定勝ちを収め初防衛に成功した。
2011年7月24日、パオロ・ガッサーニと対戦し初回24秒KO勝ちを収め2度目の防衛に成功した。
2012年1月20日、初の海外試合でリヴァプールのオリンピアで後のWBA世界ライト級暫定王者デリー・マシューズとIBO世界ライト級王座決定戦を行い7回1分21秒TKO勝ちを収め王座獲得に成功した。
2013年3月9日、ラツィオのパラスポートでルカ・ギアソンとEBUヨーロッパライト級王座決定戦で対戦し2回50秒TKO勝ちを収め王座獲得に成功した。
2013年11月2日、デビット・キースと対戦し3回KO勝ちを収めた。
2014年1月25日、パスクアレ・デ・シルヴィオと4年ぶりに再戦し12回3-0(2者が116-111、115-112)の判定勝ちを収め苦戦しながらも初防衛に成功した。
2014年6月7日、ラツィオのパラスポートでベノイト・マンノーと対戦し6回TKO勝ちを収め2度目の防衛に成功した。
2014年9月27日、ラツィオのパラメーレでギオルギ・ミズシー・ジュニアと対戦し12回3-0(118-110、2者が116-113)の判定勝ちを収め3度目の防衛に成功した。
2015年1月24日、ギオルギ・ミズシー・ジュニア4か月ぶりに再戦し7回2分1秒TKO勝ちを収め4度目の防衛に成功した。
2015年8月1日、ラツィオのスタディオ・コムナーレで元WBC世界スーパーフェザー級王者ガマリエル・ディアスとWBC世界ライト級シルバー王座決定戦で対戦しディアスのやりにくいスタイルに手を焼いたが12回3-0(115-111、116-111、117-110)の判定勝ちを収め王座獲得に成功した。
2016年6月11日、ニューヨーク州ヴェローナのターニング・ストーン・リゾート&カジノでルスラン・プロボドニコフVSジョン・モリーナ・ジュニアの前座でアメリカデビュー戦。WBC世界ライト級1位でWBCインターナショナルライト級王者のデヤン・ズラチカニンと正規王者ホルヘ・リナレスの負傷離脱に伴い設置されたWBC世界ライト級暫定王座決定戦で対戦する予定だったが病気療養の為欠場になった。

## 獲得タイトル
- WBC地中海ライト級王座
- イタリアライト級王座
- IBO世界ライト級王座
- EBUヨーロッパライト級王座
- WBC世界ライト級シルバー王座
- WBAインターナショナルライト級王座